# 亀梨和也のKス・バイ・Kス
亀梨和也のKス・バイ・Kス（かめなしかずやのケース・バイ・ケース）は、2008年4月4日から2011年9月30日まで毎週金曜日、ニッポン放送をキーステーションにNRN系列全国ネットで放送していたラジオ番組。KAT-TUNの亀梨和也がパーソナリティを務めた。
当初のタイトルは『亀梨和也（仮）』（かめなしかずやかっこかり）だった。

## 概要
22時台から23時台にかけて放送しているワイド番組の内包番組として放送（2009年12月以降は、独立番組として扱われる場合もあった。後述参照）。

### 2008年4月 - 2009年11月
開始から2008年8月29日までは『南海キャンディーズ 山里亮太のヤンピース フライデースペシャル』内、同年9月12日から2009年11月27日までは『銀河に吠えろ!宇宙GメンTAKUYA』内で放送。
元々亀梨以外のKAT-TUNメンバーが担当する上記ワイドの内包番組として、2008年3月28日まで月曜日から金曜日までの帯番組として放送していた『KAT-TUNスタイル』にかわり始まった（『KAT-TUNスタイル』は2008年3月31日より、毎週月曜日 - 木曜日のみの放送となった）。
二部構成となっており、第一部は『亀梨和也（仮）』として22:40頃からの15分番組、第二部は『亀梨和也（仮） KAT-TUNスタイルフライデースペシャル』（かめなし かずやかっこかり カトゥーンスタイルフライデースペシャル）として23:30頃から10分番組として放送された。
冒頭記述のように、当初のタイトルは暫定的なものでリスナーからタイトル案を募集していた。2008年4月25日の亀梨による2時間生放送特別番組『ヤンピーススペシャル タイトル今夜決定! 亀梨和也2時間生ラジオ』にて番組タイトルが決定し、『亀梨和也のKス バイ Kス』『亀梨和也のKス バイ Kス・KAT-TUNスタイルフライデースペシャル』（かめなし かずやのケース バイ ケース カトゥーンスタイルスペシャル）にそれぞれ改題された。
『宇宙GメンTAKUYA』内包当時、同番組サイト内番組表では『亀梨和也 KスバイKス』『亀梨和也 KAT-TUNスタイルフライデースペシャル』と表記しており、『フライデースペシャル』の放送時間は23:35 - 23:45としていた（ニッポン放送全番組表は従来通り）。

### 2009年12月以降
2009年12月4日より『銀河に吠えろ!宇宙GメンTAKUYA』終了に伴い、『フライデースペシャル』は消滅し、23:40 - 24:00の20分枠へ放送時間を変更。タイトル表記も冒頭のものに変更。ニッポン放送ウェブサイト内番組表では直前の『琉球ユタはるのヒーリングギフト』（23:30 - 23:40。2011年3月まで明記せず）とともに『オールナイトニッポンGOLD』（22:00 - 23:30）の内包番組として扱われたが、新聞番組表では独立番組として扱われた。
2011年9月いっぱいで、従来月 - 木曜の帯番組として放送された『KAT-TUNスタイル』が本放送枠へ移動することに伴い終了した。

## 番組内容
亀梨和也として、今思っていること、考えていることを色々話していく番組。番組内ではリスナーへのアポなし生電話もあり、リスナーからの相談に答える場面もあった。
声優の日髙のり子がゲスト出演したこともあった。